# 马库斯·瓦尔茨
马库斯·瓦尔茨（德語：Marcus Walz，1994年10月3日—），西班牙男子皮划艇运动员。他曾代表西班牙参加2016年和2020年夏季奥林匹克运动会皮划艇比赛，获得一枚金牌和一枚银牌。